# هنریکه آرائوخو
هنریکه آرائوخو (زادهٔ ۱۹ ژانویهٔ ۲۰۰۲) یک بازیکن فوتبال اهل پرتغال است که هم اکنون برای باشگاه فوتبال اروکا در پست مهاجم بازی می‌کند.